# Rio Galeşu
O Rio Galeşu é um rio da Romênia, afluente do Sibişel, localizado no distrito de Hunedoara.